# Al-Qâsîm al-Ma'mûn
Pour les articles homonymes, voir Al-Mamun.
Al-Qâsîm al-Ma'mûn (en arabe : المأمون القاسم بن حمود ), est un calife hammudite de Cordoue, émir de Malaga et d'Algésiras de 1018 à 1021, puis pendant quelques mois en 1023. Il est le fils d'Hammud, frère d'Ali ben Hammud al-Nasir, et meurt en 1035.
Il seconde son frère Ali lors de la révolte de ce dernier contre le pouvoir omeyyade de Cordoue, puis pendant la conquête du califat. Ali se proclame calife de Cordoue en 1016, mais est assassiné en mars 1018. Après le bref règne de l'Omeyyade Abd al-Rahman IV, Al-Qâsîm prend le pouvoir et se proclame alors calife. Assez âgé et peu enclin à prendre des risques, il proclame une amnistie pour le meurtre de son frère, puis allège les impôts.
Un de ses neveux, Yahyā al-Mu`talī, le fils aîné d'`Ali, réunit des partisans et complote contre lui, le renverse au cours de l'été 1021. Il revient au pouvoir pendant quelques mois en 1023, mais est à nouveau détrôné lors d'une révolte qui amène la restauration des Omeyyades.

## source
- André Clot, L’Espagne musulmane (VIIIe~XVe siècle), Paris, Perrin, 1999 (réimpr. 1999), 429 p. [détail des éditions] (ISBN 2-262-01425-6)